# Beaucamps-le-Jeune
Beaucamps-le-Jeune (picardisch: Bieucamp-Jonne) ist eine französische Gemeinde mit 193 Einwohnern (Stand 1. Januar 2022) im Département Somme in der Region Hauts-de-France. Sie gehört zum Arrondissement Amiens und zum Kanton Poix-de-Picardie.

## Geographie
Beaucamps-le-Jeune liegt 40 Kilometer südwestlich von Amiens.

## Geschichte
Beaucamps-le-Jeune wurde bis 1940 von der Schmalspurbahn der Chemins de fer départementaux de la Somme von Amiens nach Aumale bedient.

### Bevölkerungsentwicklung
| 1962 | 1968 | 1975 | 1982 | 1990 | 1999 | 2006 | 2011 |
| ---- | ---- | ---- | ---- | ---- | ---- | ---- | ---- |
| 221  | 214  | 203  | 177  | 193  | 187  | 188  | 200  |

## Sehenswürdigkeiten

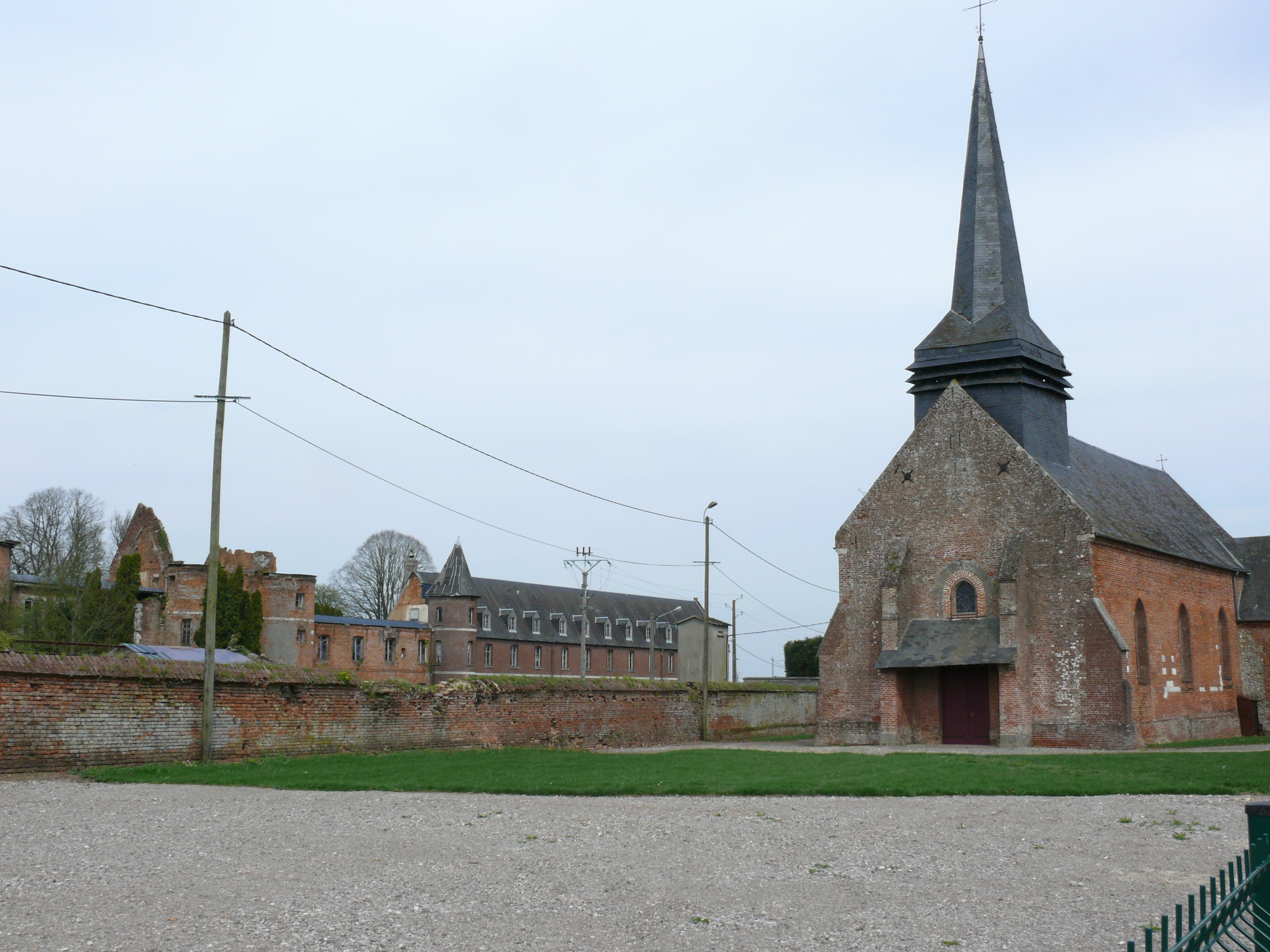
Mariä-Himmelfahrts-Kirche und Schloss

- Schloss, 2003 als Monument historique klassifiziert.[1]
- Kirche Notre-Dame-de-l’Assomption